# 萌芽 (杂志)
《萌芽》是中国大陆的一家以青少年为读者对象的青年文学刊物。隶属于上海市文联。《萌芽》杂志创刊于1956年，是中华人民共和国成立后的第一家面向青年的文学刊物。
1966年因“文革”爆发被停刊。1981年上海市文联组织人员恢复了《萌芽》杂志的出版。1996年为了满足市场要求，杂志调整了办刊方向，以适合青少年的阅读口味。
1999年《萌芽》杂志社与北京大学、复旦大学、华东师范大学、南京大学、南开大学、山东大学、厦门大学七所著名大学共同主办首届“全国新概念作文大赛”。大赛邀请国内著名作家、大学中文系教授作为评委。为了引起人们注意，吸引作者参加比赛，比赛特别指明获得高三组冠军的作者将会被主办大学录取。后来随着中国高考制度的改革，从第三届开始，不再有此优惠条件，但获奖者仍然有机会被这些大学作为“自主招生”的范围内录取。